# Sybra fuscobiplagiata

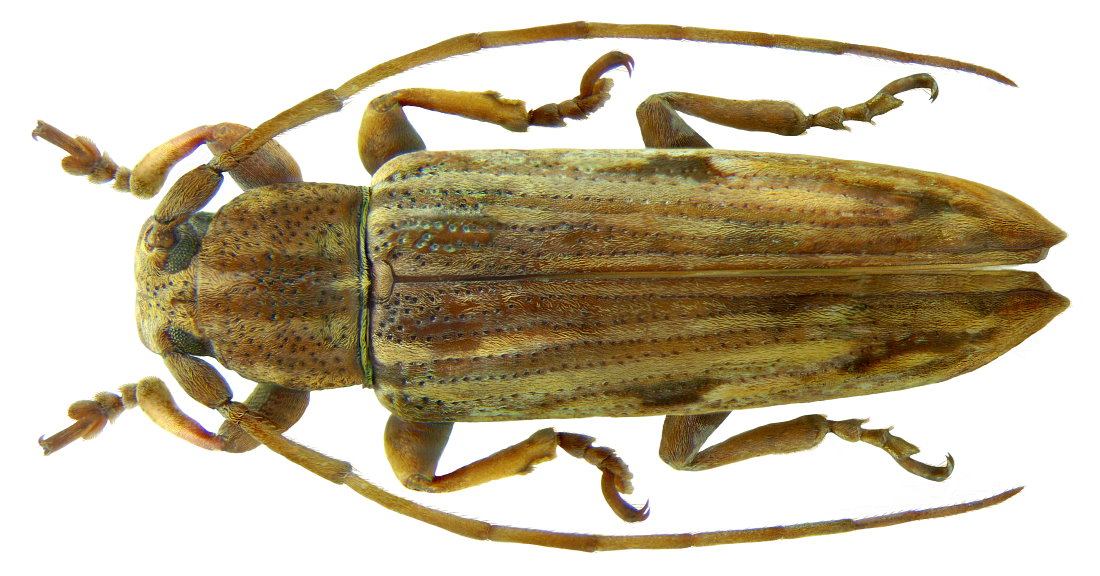

Sybra fuscobiplagiata là một loài bọ cánh cứng trong họ Cerambycidae.